# Stigmatomma pallipes
Stigmatomma pallipes is een mierensoort uit de onderfamilie van de Amblyoponinae. De wetenschappelijke naam van de soort is voor het eerst geldig gepubliceerd in 1844 door Haldeman.